# Вокзал

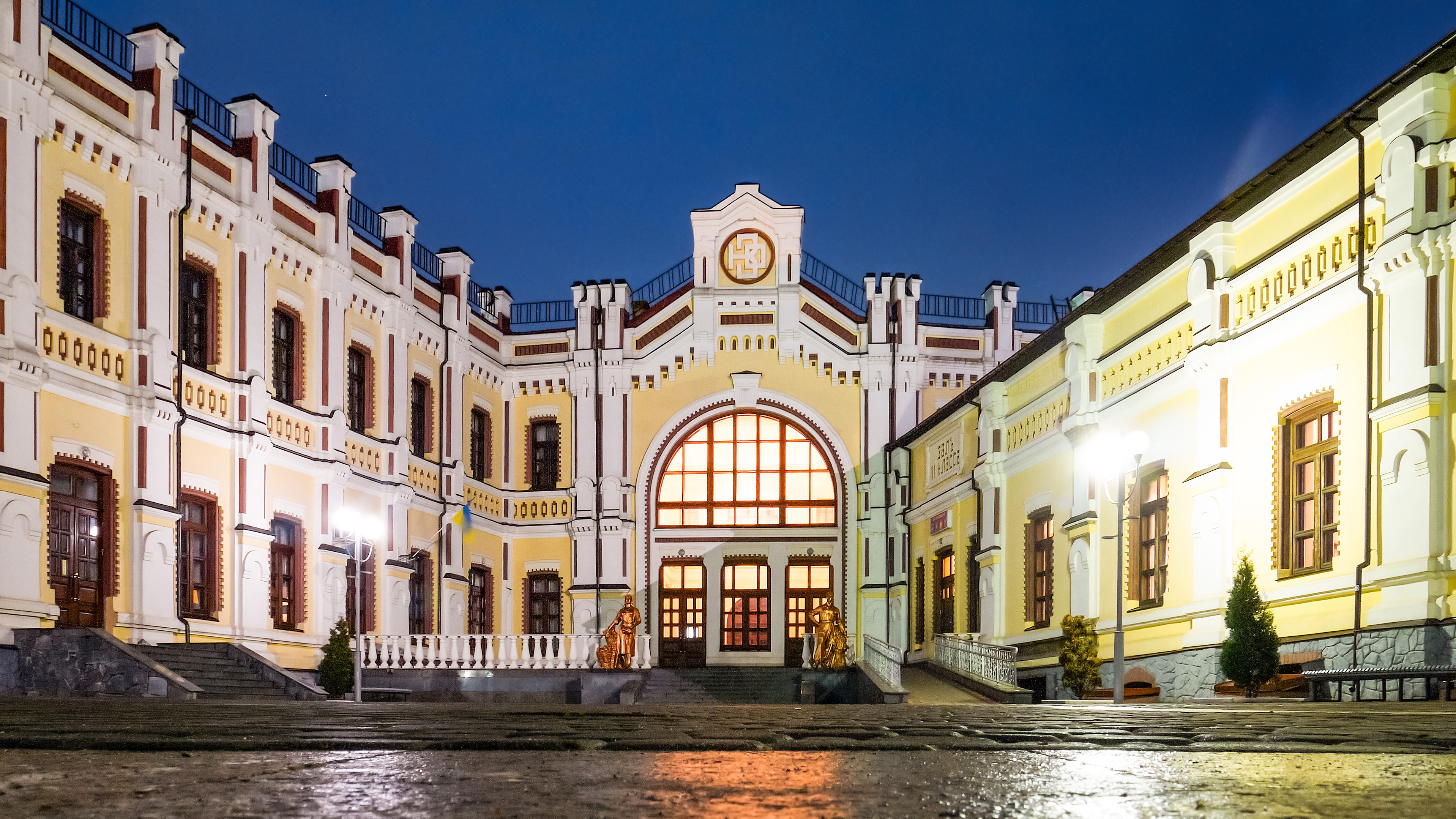
Железнодорожный вокзал станции Казатин, Украина

Вокза́л — комплекс из одного или нескольких зданий и сооружений, находящихся в пункте пассажирских перевозок путей сообщения (например, на станции, в порту, аэропорту), предназначенный для обслуживания пассажиров и обработки их багажа.
В зависимости от рода пути сообщения различают вокзалы железнодорожные, морские, речные, аэровокзалы, автобусные и комплексные, совмещающие несколько видов вокзалов. В силу наибольшей доступности железнодорожного транспорта и популярности именно этого вида, в обыденной речи под словом «вокзал» понимается чаще железнодорожный вокзал.

## Происхождение названия

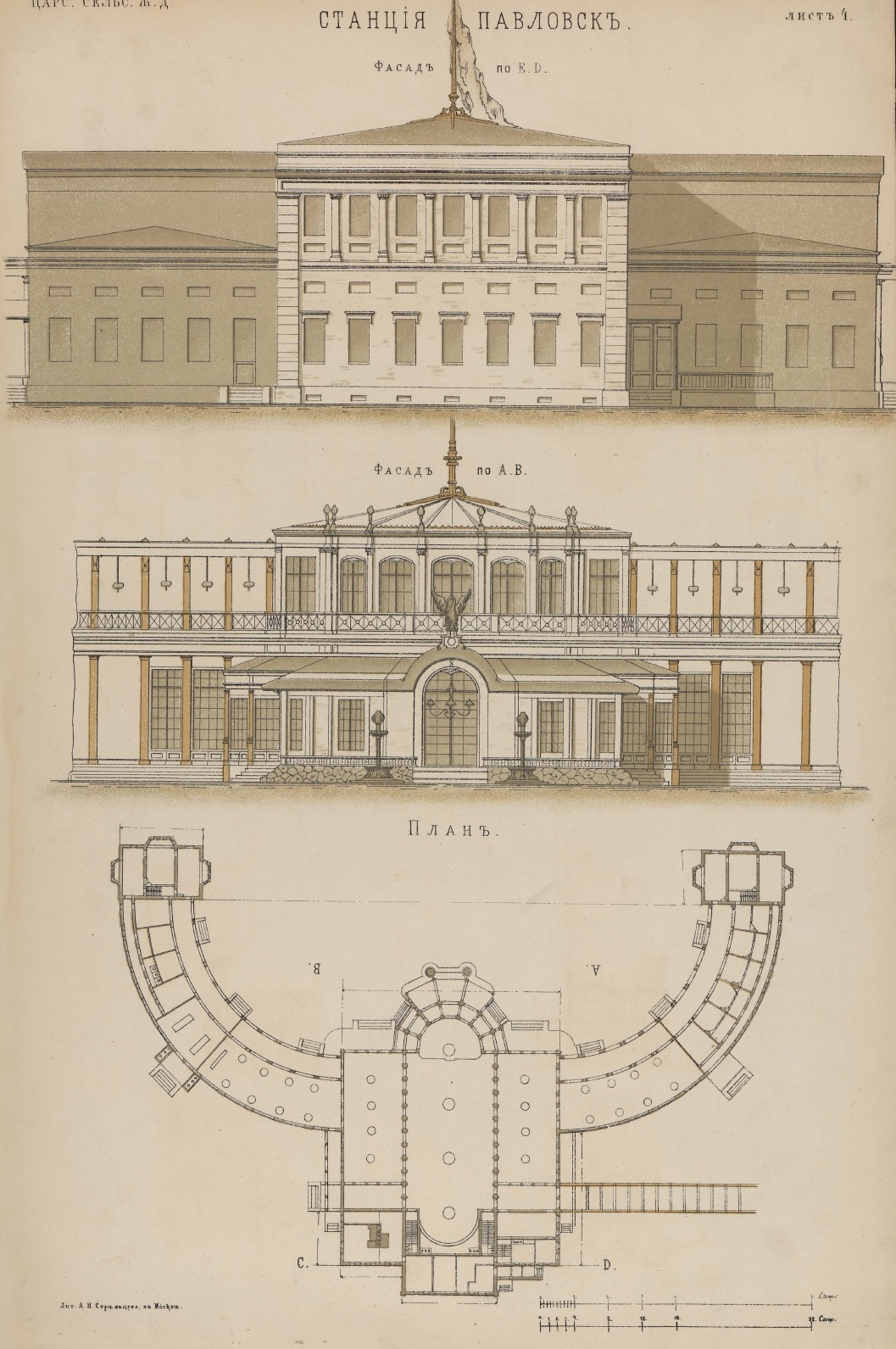
Чертёж Павловского вокзала

Самое раннее употребление слова «фоксалъ» зафиксировано в 1777 году. Воксалами в XVIII—XIX веке назывались публичные увеселительные заведения; именно это значение изначально отмечается словарями. Слово «воксал» произошло от англ. Vauxhall — названия общественного сада, располагавшегося в одноимённом пригороде Лондона. Во второй половине XVII века оно стало именем нарицательным для заведений подобного рода в английском, а затем и в других языках.
Британский топоним связан с именем Фокса (Фалька) де Бреоте, нормандского военачальника, служившего английским королям в начале XIII века. За помощь в борьбе с мятежными баронами Иоанн Безземельный пожаловал ему в своём завещании руку Маргарет де Ревьер, юной вдовы, которой сулило большое наследство. Поместье Фокса на унаследованных его женой землях в южном Ламбете стало известно как «Фокс-холл» (среднеангл. Faukeshale); вскоре это название стало относиться к самой местности и к возникшей на её месте деревне. В начале XVII века эти земли были во владении некой Джейн Вокс, что, вероятно, привело к трансформации названия в «Воксхолл».
Значение «здание железнодорожной станции» у слова «вокзал» появилось благодаря построенному в 1838 году Павловскому вокзалу, который служил конечным пунктом первой в России общественной Царскосельской железной дороги и получил название «Воксал», которое впоследствии, видоизменившись, стало нарицательным названием зданий для пассажиров на всех железнодорожных станциях страны. Автор её проекта Франц фон Герстнер предполагал, что появление «нового Тиволи» привлечёт пассажиров к путешествиям за город. Новое значение слова «вокзал» как «здания на станциях железных дорог» впервые фиксируется в «Полном филологическом словаре русского языка» А. И. Орлова, вышедшем в 1884 году.
В прежнем значении слово «вокзал» продолжало использоваться в России до конца XIX века. С 1850 по 1872 год в Общественном (Государевом) саду в городе Петрозаводске имелся танцевальный вокзал, построенный купцом Марком Пименовым, сгоревший 26 марта 1872 года. В 1873 году вокзал (беседка) построен вновь по проекту архитектора Михаловского. К настоящему времени петрозаводский танцевальный вокзал не сохранился.

## Структура вокзала
Вокзал, как правило, содержит билетные кассы, камеры хранения, залы ожидания, пункты питания, комнаты отдыха, общественные туалеты, а также платформы. До конца 1950-х годов на основном перроне располагались объекты питьевого водоснабжения для пассажиров — кубовые.

## Типы вокзалов
Вокзал, несгораемый ящик

Разлук моих, встреч и разлук,

Испытанный друг и указчик,

Начать — не исчислить заслуг.
- Железнодорожный вокзал
- Автовокзал
- Морской вокзал
- Речной вокзал
- Аэровокзал
- Троллейбусный вокзал